# Otočić Planik
Otočić Planik är en ö i Kroatien.   Den ligger i länet Zadars län, i den sydvästra delen av landet, 180 km sydväst om huvudstaden Zagreb. Arean är 1,2 kvadratkilometer.
Terrängen på Otočić Planik är platt. Öns högsta punkt är 32 meter över havet. Den sträcker sig 2,2 kilometer i nord-sydlig riktning, och 1,9 kilometer i öst-västlig riktning.